# عبد الرحمن رباش
عبد الرحمان رباش (من مواليد 11 أغسطس 1998)، هو لاعب كرة قدم جزائري يلعب في فريق ديبورتيفو ألافيس.

## المسيرة
وُلد في البليدة، انتقل إلى فيتوريا-غاستيز بمقاطعة ألبة في منطقة إقليم الباسك وعمره 12 سنة.
لعب لإس دي إيرو بات سانت لوسي، سي دي أريزنابارا وأوريرا فيتوريا في فئة الشباب،
وظهر لأول مرة مع الأكابر خلال موسم 2017–18 ‏، فيالدوري الإسباني الدرجة الثالثة.
في عام 2018، انضم رباش إلى فريق ديبورتيفو ألافيس التابع نادي سان إجناسيو، أيضًا في الدرجة الرابعة. في 18 أغسطس 2020 ، عُين في فريق الاحتياط في الدوري الإسباني الدرجة الثانية ب
في 25 مايو 2022، بعد تسجيله لـ16 هدفًا للفريق ب في الموسم السابق ‏، وقع عقدًا لمدة عامين ورُقي إلى الفريق الأول في الدوري الإسباني الدرجة الثانية.
بدأ ظهوره الاحترافي في 13 أغسطس ، حيث جاء في الشوط الثاني بديلًا لـ زبير الكين ‏ في مباراة فاز فريقه بـ2-1 خارج الأرض على نادي ليغانيس.